# Danaus ismare
Danaus ismare (tigre de Ismare) es una especie de lepidóptero ditrisio de la familia Nymphalidae.

## Localización
Esta especie de lepidóptero habita en Indonesia. 

## Subespecies
- Danaus ismare ismare
- Danaus ismare fulvus (Ribbe, 1890)
- Danaus ismare felicia (Fruhstorfer, 1907)
- Danaus ismare ismareola (Butler, 1866)
- Danaus ismare goramica (Fruhstorfer, 1907)
- Danaus ismare alba (Morishita, 1981)